# Hauke Petersen
Hauke Petersen (* 1996 in Berlin) ist ein deutscher Schauspieler.

## Leben
Hauke Petersen, der in Potsdam aufwuchs, machte bis zu seinem Abitur Judo an der Sportschule „Friedrich Ludwig Jahn“ in Potsdam. Seine ersten schauspielerischen Erfahrungen sammelte er ab 2011 als Mitglied im Theaterjugendclub des Hans Otto Theaters in Potsdam. 2014 hatte er eine Gastrolle im Jugendclub der Berliner Schaubühne. 2016–2017 besuchte er die Otto-Falckenberg-Schule in München. Von 2017 bis 2021 studierte er Schauspiel an der Hochschule für Schauspielkunst „Ernst Busch“ in Berlin, wo er u. a. mit der Regisseurin und Dozentin Iris Böhm arbeitete. Während seiner Ausbildung spielte er am Berliner Ensemble.
2021 gastierte er bei den Freilichtspielen Schwäbisch Hall, an der Seite von Walter Sittler, als Tempelherr in Nathan der Weise. Seit der Spielzeit 2021/22 ist er festes Ensemblemitglied am Theater Vorpommern.
Petersen stand bereits als Jugendlicher vor der Kamera. 2013 gehörte er zum Darstellerensemble des Filmprojekts Jesus Cries der Fotografin, Filmemacherin und Produzentin Brigitte Maria Mayer. Sein Kinodebüt hatte Petersen in dem 2015 bei den Internationalen Filmfestspielen Berlin in der Sektion „Perspektive Deutsches Kino“ gezeigten Filmdrama Wanja, in dem er eine Nebenrolle als Mitglied einer Clique von „Problemjugendlichen“ hatte.
In der Filmkomödie Radio Heimat (2016) von Regisseur Matthias Kutschmann, die Verfilmung des gleichnamigen Romans von Frank Goosen, die über das Erwachsenwerden im Ruhrgebiet der 1980er Jahre erzählt, spielte Petersen neben David Hugo Schmitz, Jan Bülow und Maximilian Mundt eine der Hauptrollen. Er verkörperte Spüli, einen von vier Jugendlichen, die ihre Pubertät mit Alkohol ausleben, und auf der Suche nach der ersten großen Liebe und dem ersten Sex sind. Außerdem spielte er den Bernard in Alain Gsponers Literaturverfilmung Jugend ohne Gott (Kinostart: August 2017).
Petersen übernahm bereits auch einige TV-Rollen. In dem Fernsehfilm Mein Sohn Helen (2015) spielte er unter der Regie von Gregor Schnitzler eine Nebenrolle als Theo Kalkbrenner; er war der zwischen Ablehnung und Solidarität schwankende Schulfreund eines transgeschlechtlichen Jugendlichen. In dem Fernsehfilm Der Athen-Krimi – Trojanische Pferde (Erstausstrahlung: Januar 2016) verkörperte er, an der Seite von Francis Fulton-Smith und Waldemar Kobus, den jungen Vaggelis Karadimas, den eifersüchtigen Freund einer getöteten Straßensängerin, der als Zeuge eines Verbrechens Schweigegeld erpressen will, um die Behandlung seines kranken Bruders bezahlen zu können. In der ZDF-Serie SOKO Wismar (2017) spielte er den jungen Kellner und Zeugen Timo Walther. In der 21. Staffel der Fernsehserie In aller Freundschaft (2018) war Petersen in einer Episodenhauptrolle zu sehen; er spielte den jungen Beachvolleyballspieler Bruno Sobotta, der heimlich in seine Sportfreundin Sunny Köhler (Emilia Bernsdorf) verliebt ist. In der 10. Staffel der deutsch-österreichischen Fernsehserie Die Bergretter (2018) übernahm er eine der Episodenrollen als Schüler, der eine Liebesbeziehung mit einer jungen Lehramtsreferendarin hat. In der 7. Staffel der TV-Serie  In aller Freundschaft – Die jungen Ärzte (Januar 2022) spielte Petersen eine der Episodenhauptrollen als Rettungssanitäter Jannis Stolle, dessen Kollegin und beste Freundin unglücklich in ihn verliebt ist.
Petersen lebt in Berlin.

## Filmografie (Auswahl)
- 2015: Jesus Cries (Filmprojekt)
- 2015: Der Lehrer: Jeder hat doch irgendwie 'nen Schaden (Fernsehserie, eine Folge)
- 2015: Wanja (Kinofilm)
- 2015: Mein Sohn Helen (Fernsehfilm)
- 2016: Der Athen-Krimi – Trojanische Pferde (Fernsehfilm)
- 2016: Radio Heimat (Kinofilm)
- 2017: SOKO Wismar: Hilflos (Fernsehserie, eine Folge)
- 2017: Jugend ohne Gott (Kinofilm)
- 2018: In aller Freundschaft: Stürmische Zeiten (Fernsehserie, eine Folge)
- 2018: Die Bergretter: Verbotene Liebe (Fernsehserie, eine Folge)
- 2022: Das Quartett: Dunkle Helden (Fernsehreihe)
- 2022: In aller Freundschaft – Die jungen Ärzte: Helfen (Fernsehserie, eine Folge)